# ساروس خورشیدی ۱۳۶
ساروس ۱۳۶ دوره‌ای زمانی با چرخه‌ای حدود ۱۸ سال و ۱۱ روز و ۸ ساعت (تقریباً ۶۵۸۵ و یک سوم روز) است.

## رخدادها
| ساروس | عضو | تاریخ                        | زمان (بزرگ‌ترین) ساعت هماهنگ جهانی | نوع    | مکان طول و عرض جغرافیایی | گاما    | قدر    | گُستره (km) | مدت زمان (دقیقه: ثانیه) | منبع |
| ----- | --- | ---------------------------- | --------------------------------- | ------ | ------------------------ | ------- | ------ | ---------- | ----------------------- | ---- |
| ۱۳۶   | ۱   | ۱۴ ژوئن ۱۳۶۰                 | ۵:۵۶:۰۴                           | جزئی   | 65.8S 78.2E              | -1.5227 | 0.0495 |            |                         |      |
| ۱۳۶   | ۲   | ۲۵ ژوئن ۱۳۷۸                 | ۱۲:۴۵:۱۶                          | جزئی   | 64.8S 34.2W              | -1.4392 | 0.1976 |            |                         |      |
| ۱۳۶   | ۳   | ۵ ژوئیه ۱۳۹۶                 | ۱۹:۳۷:۴۰                          | جزئی   | 63.9S 147.2W             | -1.3568 | 0.3449 |            |                         |      |
| ۱۳۶   | ۴   | ۱۷ ژوئیه ۱۴۱۴                | ۲:۳۵:۰۳                           | جزئی   | 63.1S 99E                | -1.277  | 0.4881 |            |                         |      |
| ۱۳۶   | ۵   | ۲۷ ژوئیه ۱۴۳۲                | ۹:۳۹:۰۲                           | جزئی   | 62.4S 16.3W              | -1.2011 | 0.625  |            |                         |      |
| ۱۳۶   | ۶   | ۷ اوت ۱۴۵۰                   | ۱۶:۴۸:۴۹                          | جزئی   | 61.8S 132.8W             | -1.1286 | 0.756  |            |                         |      |
| ۱۳۶   | ۷   | ۱۸ اوت ۱۴۶۸                  | ۰:۰۸:۰۸                           | جزئی   | 61.3S 108.4E             | -1.0627 | 0.8753 |            |                         |      |
| ۱۳۶   | ۸   | ۲۹ اوت ۱۴۸۶                  | ۷:۳۴:۵۶                           | جزئی   | 61S 12.1W                | -1.0018 | 0.9856 |            |                         |      |
| ۱۳۶   | ۹   | ۸ سپتامبر ۱۵۰۴               | ۱۵:۱۲:۱۵                          | حلقه‌ای | 55.3S 102.6W             | -۰٫۹۴۸۶ | ۰٫۹۹۲۴ | ۸۳         | ۰ دقیقه و ۳۲ ثانیه      |      |
| ۱۳۶   | ۱۰  | ۱۹ سپتامبر ۱۵۲۲              | ۲۲:۵۷:۳۳                          | حلقه‌ای | 53.9S 146.1E             | -۰٫۹۰۱۱ | ۰٫۹۹۴۶ | ۴۲         | ۰ دقیقه و ۲۳ ثانیه      |      |
| ۱۳۶   | ۱۱  | ۳۰ سپتامبر ۱۵۴۰              | ۶:۵۴:۱۱                           | حلقه‌ای | 54.6S 29.2E              | -۰٫۸۶۲  | ۰٫۹۹۶  | ۲۷         | ۰ دقیقه و ۱۷ ثانیه      |      |
| ۱۳۶   | ۱۲  | ۱۱ اکتبر ۱۵۵۸                | ۱۴:۵۸:۵۵                          | حلقه‌ای | 56.5S 90.3W              | -۰٫۸۲۸۹ | ۰٫۹۹۷۱ | ۱۸         | ۰ دقیقه و ۱۲ ثانیه      |      |
| ۱۳۶   | ۱۳  | ۲۱ اکتبر ۱۵۷۶                | ۲۳:۱۳:۰۶                          | حلقه‌ای | 59.2S 147.9E             | -۰٫۸۰۳۱ | ۰٫۹۹۸۱ | ۱۱         | ۰ دقیقه و ۸ ثانیه       |      |
| ۱۳۶   | ۱۴  | ۱۲ نوامبر ۱۵۹۴               | ۷:۳۴:۴۹                           | حلقه‌ای | 62.4S 25.1E              | -۰٫۷۸۲۹ | ۰٫۹۹۹۱ | ۵          | ۰ دقیقه و ۴ ثانیه       |      |
| ۱۳۶   | ۱۵  | ۲۲ نوامبر ۱۶۱۲               | ۱۶:۰۴:۳۵                          | مرکب   | 65.7S 98.4W              | -۰٫۷۶۹۱ | ۱٫۰۰۰۲ | ۱          | ۰ دقیقه و ۱ ثانیه       |      |
| ۱۳۶   | ۱۶  | ۴ دسامبر ۱۶۳۰                | ۰:۳۸:۵۹                           | مرکب   | 68.7S 139.6E             | -۰٫۷۵۸۵ | ۱٫۰۰۱۷ | ۹          | ۰ دقیقه و ۷ ثانیه       |      |
| ۱۳۶   | ۱۷  | ۱۴ دسامبر ۱۶۴۸               | ۹:۱۷:۵۵                           | مرکب   | 70.9S 19.6E              | -۰٫۷۵۱  | ۱٫۰۰۳۵ | ۱۸         | ۰ دقیقه و ۱۴ ثانیه      |      |
| ۱۳۶   | ۱۸  | ۲۵ دسامبر ۱۶۶۶               | ۱۷:۵۹:۱۶                          | مرکب   | 71.6S 98.3W              | -۰٫۷۴۵۲ | ۱٫۰۰۵۸ | ۳۰         | ۰ دقیقه و ۲۴ ثانیه      |      |
| ۱۳۶   | ۱۹  | ۵ ژانویه ۱۶۸۵                | ۲:۴۲:۵۰                           | مرکب   | 70.7S 143.1E             | -۰٫۷۴۰۹ | ۱٫۰۰۸۶ | ۴۴         | ۰ دقیقه و ۳۵ ثانیه      |      |
| ۱۳۶   | ۲۰  | ۱۷ ژانویه ۱۷۰۳               | ۱۱:۲۴:۲۵                          | مرکب   | 67.9S 22.2E              | -۰٫۷۳۴۵ | ۱٫۰۱۲  | ۶۱         | ۰ دقیقه و ۵۰ ثانیه      |      |
| ۱۳۶   | ۲۱  | ۲۷ ژانویه ۱۷۲۱               | ۲۰:۰۵:۱۱                          | کامل   | 64S 102.4W               | -۰٫۷۲۶۹ | ۱٫۰۱۵۸ | ۷۹         | ۱ دقیقه و ۷ ثانیه       |      |
| ۱۳۶   | ۲۲  | ۸ فوریه ۱۷۳۹                 | ۴:۴۱:۱۳                           | کامل   | 59.2S 131E               | -۰٫۷۱۴۹ | ۱٫۰۲۰۳ | ۹۹         | ۱ دقیقه و ۲۷ ثانیه      |      |
| ۱۳۶   | ۲۳  | ۱۸ فوریه ۱۷۵۷                | ۱۳:۱۴:۱۲                          | کامل   | 53.8S 2.9E               | -۰٫۶۹۹۹ | ۱٫۰۲۵۱ | ۱۱۹        | ۱ دقیقه و ۵۱ ثانیه      |      |
| ۱۳۶   | ۲۴  | ۱ مارس ۱۷۷۵                  | ۲۱:۳۹:۲۰                          | کامل   | 47.9S 124.8W             | -۰٫۶۷۸۳ | ۱٫۰۳۰۴ | ۱۳۹        | ۲ دقیقه و ۲۰ ثانیه      |      |
| ۱۳۶   | ۲۵  | ۱۲ مارس ۱۷۹۳                 | ۶:۰۰:۰۷                           | کامل   | 41.7S 107.8E             | -۰٫۶۵۲۴ | ۱٫۰۳۵۹ | ۱۵۸        | ۲ دقیقه و ۵۱ ثانیه      |      |
| ۱۳۶   | ۲۶  | ۲۴ مارس ۱۸۱۱                 | ۱۴:۱۲:۱۳                          | کامل   | 35.2S 18W                | -۰٫۶۱۹  | ۱٫۰۴۱۶ | ۱۷۶        | ۳ دقیقه و ۲۷ ثانیه      |      |
| ۱۳۶   | ۲۷  | ۳ آوریل ۱۸۲۹                 | ۲۲:۱۸:۳۶                          | کامل   | 28.5S 142.6W             | -۰٫۵۸۰۳ | ۱٫۰۴۷۴ | ۱۹۲        | ۴ دقیقه و ۵ ثانیه       |      |
| ۱۳۶   | ۲۸  | ۱۵ آوریل ۱۸۴۷                | ۶:۱۶:۱۳                           | کامل   | 21.6S 95E                | -۰٫۵۳۳۹ | ۱٫۰۵۳  | ۲۰۶        | ۴ دقیقه و ۴۴ ثانیه      |      |
| ۱۳۶   | ۲۹  | خورشیدگرفتگی ۲۵ آوریل ۱۸۶۵   | ۱۴:۰۸:۳۴                          | کامل   | 14.8S 25.8W              | -۰٫۴۸۲۶ | ۱٫۰۵۸۴ | ۲۱۹        | ۵ دقیقه و ۲۳ ثانیه      |      |
| 136   | 30  | May ۶, ۱۸۸۳                  | ۲۱:۵۳:۴۹                          | کامل   | 8.1S 144.6W              | -۰٫۴۲۵  | ۱٫۰۶۳۴ | ۲۲۹        | ۵ دقیقه و ۵۸ ثانیه      |      |
| ۱۳۶   | ۳۱  | خورشیدگرفتگی ۱۸ مه ۱۹۰۱      | ۵:۳۳:۴۸                           | کامل   | 1.7S 98.4E               | -۰٫۳۶۲۶ | ۱٫۰۶۸  | ۲۳۸        | ۶ دقیقه و ۲۹ ثانیه      |      |
| ۱۳۶   | ۳۲  | خورشیدگرفتگی ۲۹ مه ۱۹۱۹      | ۱۳:۰۸:۵۵                          | کامل   | 4.4N 16.7W               | -۰٫۲۹۵۵ | ۱٫۰۷۱۹ | ۲۴۴        | ۶ دقیقه و ۵۱ ثانیه      |      |
| ۱۳۶   | ۳۳  | خورشیدگرفتگی ۸ ژوئن ۱۹۳۷     | ۲۰:۴۱:۰۲                          | کامل   | 9.9N 130.5W              | -۰٫۲۲۵۳ | ۱٫۰۷۵۱ | ۲۵۰        | ۷ دقیقه و ۴ ثانیه       |      |
| ۱۳۶   | ۳۴  | خورشیدگرفتگی ۲۰ ژوئن ۱۹۵۵    | ۴:۱۰:۴۲                           | کامل   | 14.8N 117E               | -۰٫۱۵۲۸ | ۱٫۰۷۷۶ | ۲۵۴        | ۷ دقیقه و ۸ ثانیه       |      |
| ۱۳۶   | ۳۵  | خورشیدگرفتگی ۳۰ ژوئن ۱۹۷۳    | ۱۱:۳۸:۴۱                          | کامل   | 18.8N 5.6E               | -۰٫۰۷۸۵ | ۱٫۰۷۹۲ | ۲۵۶        | ۷ دقیقه و ۴ ثانیه       |      |
| ۱۳۶   | ۳۶  | خورشیدگرفتگی ۱۱ ژوئیه ۱۹۹۱   | ۱۹:۰۶:۵۸                          | کامل   | 22N 105.2W               | -۰٫۰۰۴۱ | ۱٫۰۸   | ۲۵۸        | ۶ دقیقه و ۵۷ ثانیه      |      |
| ۱۳۶   | ۳۷  | خورشیدگرفتگی ۲۲ ژوئیه ۲۰۰۹   | ۲:۳۵:۱۴                           | کامل   | 24.2N 144.1E             | ۰٫۰۶۹۸  | ۱٫۰۷۹۹ | ۲۵۸        | ۶ دقیقه و ۴۰ ثانیه      |      |
| ۱۳۶   | ۳۸  | خورشیدگرفتگی ۲ اوت ۲۰۲۷      | ۱۰:۰۷:۵۰                          | کامل   | 25.5N 33.2E              | ۰٫۱۴۲۱  | ۱٫۰۷۹  | ۲۵۸        | ۶ دقیقه و ۲۶ ثانیه      |      |
| ۱۳۶   | ۳۹  | خورشیدگرفتگی ۱۲ اوت ۲۰۴۵     | ۱۷:۴۲:۳۹                          | کامل   | 25.9N 78.5W              | ۰٫۲۱۱۶  | ۱٫۰۷۷۴ | ۲۵۶        | ۶ دقیقه و ۶ ثانیه       |      |
| ۱۳۶   | ۴۰  | خورشیدگرفتگی ۲۴ اوت ۲۰۶۳     | ۱:۲۲:۱۱                           | کامل   | 25.6N 168.4E             | ۰٫۲۷۷۱  | ۱٫۰۷۵  | ۲۵۲        | ۵ دقیقه و ۴۹ ثانیه      |      |
| ۱۳۶   | ۴۱  | خورشیدگرفتگی ۳ سپتامبر ۲۰۸۱  | ۹:۰۷:۳۱                           | کامل   | 24.6N 53.6E              | ۰٫۳۳۷۸  | ۱٫۰۷۲  | ۲۴۷        | ۵ دقیقه و ۳۳ ثانیه      |      |
| ۱۳۶   | ۴۲  | خورشیدگرفتگی ۱۴ سپتامبر ۲۰۹۹ | ۱۶:۵۷:۵۳                          | کامل   | 23.4N 62.8W              | ۰٫۳۹۴۲  | ۱٫۰۶۸۴ | ۲۴۱        | ۵ دقیقه و ۱۸ ثانیه      |      |
| 136   | 43  | September ۲۶, ۲۱۱۷           | ۰:۵۵:۴۲                           | کامل   | 21.9N 178.4E             | ۰٫۴۴۴۲  | ۱٫۰۶۴۵ | ۲۳۳        | ۵ دقیقه و ۳ ثانیه       |      |
| ۱۳۶   | ۴۴  | ۷ اکتبر ۲۱۳۵                 | ۹:۰۰:۰۳                           | کامل   | 20.3N 57.6E              | ۰٫۴۸۸۴  | ۱٫۰۶۰۳ | ۲۲۴        | ۴ دقیقه و ۵۰ ثانیه      |      |
| ۱۳۶   | ۴۵  | ۱۷ اکتبر ۲۱۵۳                | ۱۷:۱۲:۱۸                          | کامل   | 18.8N 65.7W              | ۰٫۵۲۵۹  | ۱٫۰۵۶  | ۲۱۴        | ۴ دقیقه و ۳۶ ثانیه      |      |
| ۱۳۶   | ۴۶  | ۲۹ اکتبر ۲۱۷۱                | ۱:۳۱:۰۳                           | کامل   | 17.6N 169.1E             | ۰٫۵۵۷۷  | ۱٫۰۵۱۶ | ۲۰۳        | ۴ دقیقه و ۲۳ ثانیه      |      |
| ۱۳۶   | ۴۷  | ۸ نوامبر ۲۱۸۹                | ۹:۵۷:۲۸                           | کامل   | 16.5N 41.6E              | ۰٫۵۸۳   | ۱٫۰۴۷۴ | ۱۹۲        | ۴ دقیقه و ۱۰ ثانیه      |      |
| ۱۳۶   | ۴۸  | ۲۰ نوامبر ۲۲۰۷               | ۱۸:۳۰:۲۶                          | کامل   | 15.8N 87.8W              | ۰٫۶۰۲۷  | ۱٫۰۴۳۴ | ۱۸۰        | ۳ دقیقه و ۵۶ ثانیه      |      |
| ۱۳۶   | ۴۹  | ۱ دسامبر ۲۲۲۵                | ۳:۰۸:۳۶                           | کامل   | 15.4N 141.4E             | ۰٫۶۱۷۸  | ۱٫۰۳۹۸ | ۱۶۹        | ۳ دقیقه و ۴۳ ثانیه      |      |
| ۱۳۶   | ۵۰  | ۱۲ دسامبر ۲۲۴۳               | ۱۱:۵۲:۱۴                          | کامل   | 15.5N 9E                 | ۰٫۶۲۸۴  | ۱٫۰۳۶۵ | ۱۵۷        | ۳ دقیقه و ۳۰ ثانیه      |      |
| ۱۳۶   | ۵۱  | ۲۲ دسامبر ۲۲۶۱               | ۲۰:۳۸:۵۰                          | کامل   | 16.1N 124.2W             | ۰٫۶۳۶   | ۱٫۰۳۳۷ | ۱۴۷        | ۳ دقیقه و ۱۷ ثانیه      |      |
| ۱۳۶   | ۵۲  | ۳ ژانویه ۲۲۸۰                | ۵:۲۸:۱۱                           | کامل   | 17.2N 101.9E             | ۰٫۶۴۱۴  | ۱٫۰۳۱۴ | ۱۳۸        | ۳ دقیقه و ۴ ثانیه       |      |
| ۱۳۶   | ۵۳  | ۱۳ ژانویه ۲۲۹۸               | ۱۴:۱۶:۲۷                          | کامل   | 19N 31.9W                | ۰٫۶۴۷۴  | ۱٫۰۲۹۶ | ۱۳۱        | ۲ دقیقه و ۵۲ ثانیه      |      |
| ۱۳۶   | ۵۴  | ۲۵ ژانویه ۲۳۱۶               | ۲۳:۰۵:۱۷                          | کامل   | 21.4N 166W               | ۰٫۶۵۲۶  | ۱٫۰۲۸۲ | ۱۲۶        | ۲ دقیقه و ۴۲ ثانیه      |      |
| ۱۳۶   | ۵۵  | ۵ فوریه ۲۳۳۴                 | ۷:۵۰:۲۹                           | کامل   | 24.6N 60.8E              | ۰٫۶۶۰۳  | ۱٫۰۲۷۲ | ۱۲۲        | ۲ دقیقه و ۳۳ ثانیه      |      |
| ۱۳۶   | ۵۶  | ۱۶ فوریه ۲۳۵۲                | ۱۶:۳۲:۰۶                          | کامل   | 28.5N 71.8W              | ۰٫۶۷۰۹  | ۱٫۰۲۶۶ | ۱۲۱        | ۲ دقیقه و ۲۵ ثانیه      |      |
| ۱۳۶   | ۵۷  | ۲۷ فوریه ۲۳۷۰                | ۱:۰۷:۰۲                           | کامل   | 33.2N 157E               | ۰٫۶۸۶۵  | ۱٫۰۲۶۲ | ۱۲۱        | ۲ دقیقه و ۱۷ ثانیه      |      |
| ۱۳۶   | ۵۸  | ۹ مارس ۲۳۸۸                  | ۹:۳۶:۲۱                           | کامل   | 38.5N 27E                | ۰٫۷۰۶۴  | ۱٫۰۲۶  | ۱۲۴        | ۲ دقیقه و ۱۰ ثانیه      |      |
| ۱۳۶   | ۵۹  | ۲۰ مارس ۲۴۰۶                 | ۱۷:۵۷:۲۳                          | کامل   | 44.5N 101.3W             | ۰٫۷۳۲۷  | ۱٫۰۲۵۸ | ۱۲۸        | ۲ دقیقه و ۳ ثانیه       |      |
| ۱۳۶   | ۶۰  | ۳۱ مارس ۲۴۲۴                 | ۲:۱۰:۱۰                           | کامل   | 51.3N 131.9E             | ۰٫۷۶۵۲  | ۱٫۰۲۵۴ | ۱۳۳        | ۱ دقیقه و ۵۵ ثانیه      |      |
| ۱۳۶   | ۶۱  | ۱۱ آوریل ۲۴۴۲                | ۱۰:۱۴:۰۴                          | کامل   | 58.7N 6.2E               | ۰٫۸۰۴۶  | ۱٫۰۲۴۸ | ۱۴۲        | ۱ دقیقه و ۴۵ ثانیه      |      |
| ۱۳۶   | ۶۲  | ۲۱ آوریل ۲۴۶۰                | ۱۸:۰۹:۴۹                          | کامل   | 66.8N 119.8W             | ۰٫۸۵۰۳  | ۱٫۰۲۳۶ | ۱۵۴        | ۱ دقیقه و ۳۴ ثانیه      |      |
| ۱۳۶   | ۶۳  | ۳ مه ۲۴۷۸                    | ۱:۵۵:۵۹                           | کامل   | 75.7N 107.7E             | ۰٫۹۰۳۴  | ۱٫۰۲۱۸ | ۱۷۶        | ۱ دقیقه و ۲۰ ثانیه      |      |
| ۱۳۶   | ۶۴  | ۱۳ مه ۲۴۹۶                   | ۹:۳۴:۲۵                           | کامل   | 81N 70.4W                | ۰٫۹۶۲۲  | ۱٫۰۱۸۵ | ۲۴۳        | ۱ دقیقه و ۲ ثانیه       |      |
| ۱۳۶   | ۶۵  | ۲۵ مه ۲۵۱۴                   | ۱۷:۰۴:۳۲                          | جزئی   | 68.5N 123.2E             | 1.0272  | 0.9507 |            |                         |      |
| ۱۳۶   | ۶۶  | ۵ ژوئن ۲۵۳۲                  | ۰:۲۸:۵۸                           | جزئی   | 67.5N 1.3E               | 1.0962  | 0.8224 |            |                         |      |
| ۱۳۶   | ۶۷  | ۱۶ ژوئن ۲۵۵۰                 | ۷:۴۵:۳۵                           | جزئی   | 66.4N 118.1W             | 1.1708  | 0.684  |            |                         |      |
| ۱۳۶   | ۶۸  | ۲۶ ژوئن ۲۵۶۸                 | ۱۴:۵۸:۵۵                          | جزئی   | 65.5N 123.7E             | 1.2472  | 0.5426 |            |                         |      |
| ۱۳۶   | ۶۹  | ۷ ژوئیه ۲۵۸۶                 | ۲۲:۰۷:۰۷                          | جزئی   | 64.5N 7.2E               | 1.327   | 0.3957 |            |                         |      |
| ۱۳۶   | ۷۰  | ۱۹ ژوئیه ۲۶۰۴                | ۵:۱۴:۳۱                           | جزئی   | 63.7N 108.8W             | 1.4062  | 0.2509 |            |                         |      |
| ۱۳۶   | ۷۱  | ۳۰ ژوئیه ۲۶۲۲                | ۱۲:۱۸:۰۹                          | جزئی   | 63N 136.4E               | 1.4872  | 0.1039 |            |                         |      |